# VK3001(H) 12.8cm自走砲
VK3001(H) 12.8cm自走砲（ドイツ語: 12.8 cm Selbstfahrlafette auf VK3001(H)）は第二次世界大戦中のナチス・ドイツで試作された自走砲である。「シュタール・エミール」、「シュトゥーラー・エミール」（ドイツ語: Sturer Emil：しぶといエミール）の愛称でも呼ばれる。

## 概要
VK3001(H) 自走砲は、12.8 cm FlaK 40 対空砲から発展したラインメタル 12.8cm K40 L/61 カノン砲を主砲として搭載している。砲の左右旋回角度は7度で、仰角10度から俯角15度までの範囲で発射角度を調節でき、携行弾薬数は18発だった。
シャーシの設計については、以前ヘンシェル社が手掛けながら開発中止となったVK30.01(H)重戦車のものを流用しているが、スペース確保のために車体が延長され、これに伴って転輪は片側7組だったものが8組へと変更されている。本来なら砲塔が装備されるはずだった部分には代わりに大型のオープントップ式戦闘室が設けられ、エンジン前方の台座の上に主砲が設置された。
2門のみ完成したVK3001(H)自走砲は、それぞれ「マックス」と「モーリッツ」の愛称が与えられ、東部戦線に投入された。しかし、1門は破壊され、もう1門も1943年1月にスターリングラード攻防戦でソ連赤軍にほぼ無傷の状態で鹵獲された。この時の自走砲の砲身には22のキルマークが描かれていた。車両は現在クビンカ戦車博物館で見ることができる。

## 構造

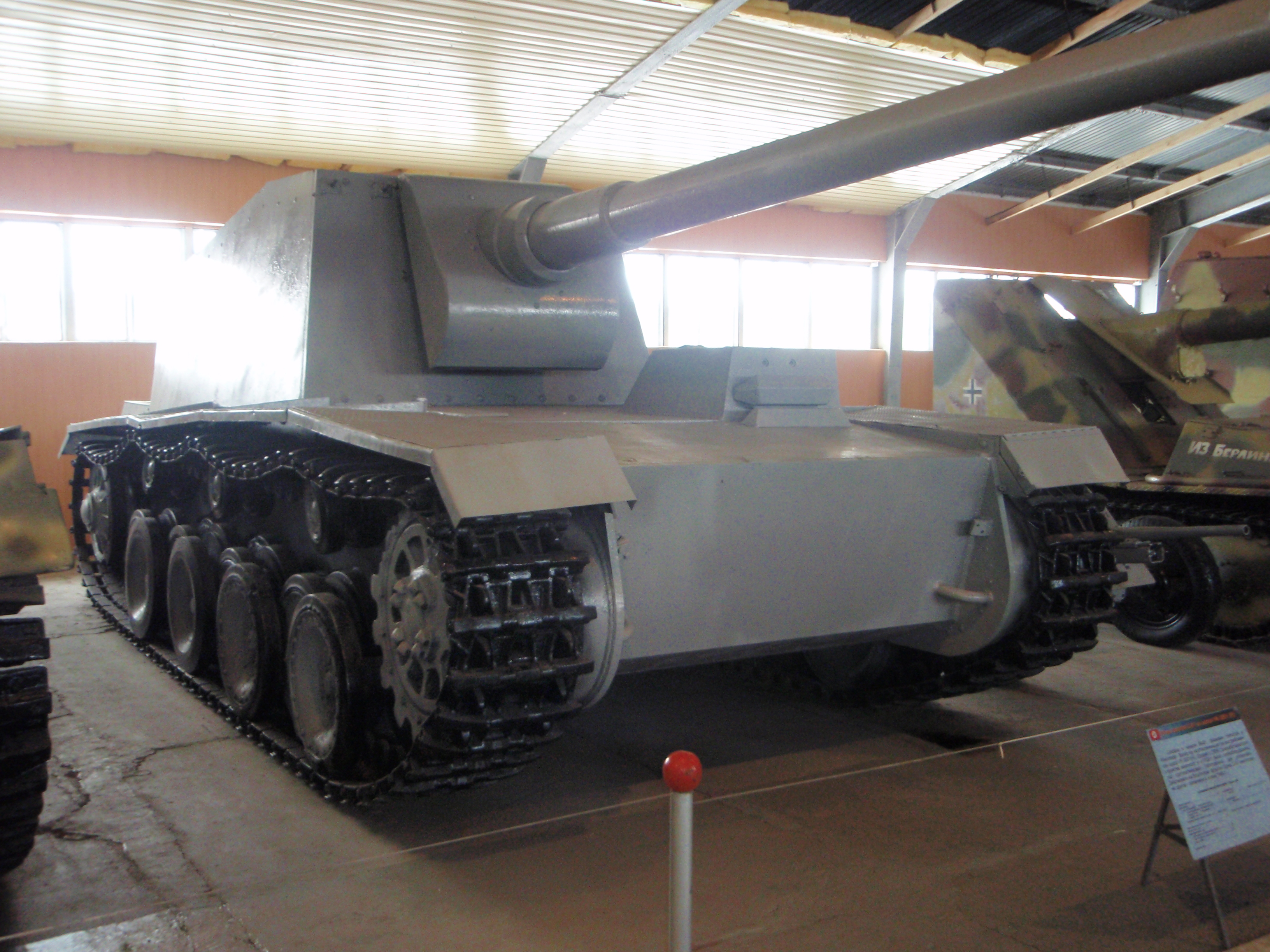
ロシアのクビンカ博物館に展示されるVK3001 (H) 12.8cm自走砲

1939年に開発が開始された。この時点で必要とされた能力はマジノ線の突破であった。したがってコンクリート要塞や堡塁でも破砕できる強力な攻撃力が求められた。主砲はラインメタル・ボルジヒ製の12.8cm高射砲FlaK40をベースに、新規開発したものを搭載する予定であった。
マジノ線攻略は早々とフランスを制圧したために必要がなくなった。よって本砲の存在意義もゆらいでいたが、対戦車自走砲に転用されることが決まった。
初期の呼称はラインメタルの文書において12.8cm自走砲L61（1941年）、兵器検査部では重ベトン・ノッカー（1941年7月30日）、さらに兵器局第4部では12.8cmK40搭載装甲自走砲（1942年1月14日）と呼ばれ一定しない。またこの兵器局第4部の文書では、以後、装甲自走砲V型を用いるとの記述がある。
車体はVK30.01(H)がベースとされた。ただし大サイズの砲を搭載するため車体後半の延長が必要となった。これにともない転輪とサスペンションを一組追加して、片側8組とした。履帯長が1.3m伸びたため、履帯数もそれまでの片側75枚から85枚となった。接地長の増加により、ZF製のSSG88を、トランスミッションのギア比を変えて搭載した。またトーションバー・スプリングも強化されたものが用いられた。現存写真から、改造の痕跡が見られないため、車体はVK30.01(H)を流用したものではなく、新規製作されたものと考える説がある。エンジンの搭載位置が変更され、車体後部から中央へ移動された。主砲はその前に台座を設けて搭載された。
車体前部左側に、フラットな上面から箱形に張り出した操縦手席が設けられた。右側には無線手席が設けられた。巨大な戦闘室は8枚の装甲板から形成されており、オープントップである。装甲前面は50mm、側面は20mm、後面は15mmだった。後部にドアが設けられ乗員が出入りできた。左右壁面が弾薬庫とされた。さらに後部に近接戦闘用としてMP40短機関銃と手榴弾が納められた。戦闘室内に車長、砲手、装填手が搭乗した。
主砲の12.8cmカノン砲K40は61口径の長砲身砲で、有効射程は3,000mである。使用弾薬は装薬分離式である。弾頭重量は26kgの榴弾、また26.35kgの徹甲弾があり、初速はそれぞれ880m/sであった。車載のため原形のFlaK40とは異なり、砲架は新規開発、駐退機と平衡器を3本まとめて砲身の上に配置した。砲尾は水平鎖栓である。なお、本砲は『アドルフ・ヒットラー戦車計画』で検討されていたティーガーI車台の超重自走砲への搭載も考慮されていた。
| 比較対象      | 比較対象 | 砲弾    | 砲弾     | 砲弾    | 砲弾   | 角度   | 射程ごとの装甲貫徹力 | 射程ごとの装甲貫徹力 | 射程ごとの装甲貫徹力 | 射程ごとの装甲貫徹力 | 射程ごとの装甲貫徹力 |
| 略称          | 口径     | 弾薬    | 弾種     | 弾重    | 初速   | 弾着角 | 100m                 | 500m                 | 1,000m               | 1,500m               | 2,000m               |
| ------------- | -------- | ------- | -------- | ------- | ------ | ------ | -------------------- | -------------------- | -------------------- | -------------------- | -------------------- |
| 12.8cm K 40   | L/61     | Pzgr.   | APC-HE   | 26.35kg | 880m/s | 60°    | 201mm                | 176mm                | 150mm                | 132mm                | 120mm                |
| 12.8cm PaK 80 | L/55     | Pzgr.   | APC-HE   | 26.35kg | 860m/s | 60°    | 189mm                | 166mm                | 143mm                | 127mm                | 117mm                |
| 12.8cm PaK 80 | L/55     | Pzgr.43 | APCBC-HE | 28.30kg | 845m/s | 60°    | 187mm                | 178mm                | 167mm                | 157mm                | 148mm                |
| 12.8cm PaK 80 | L/55     | Pzgr.43 | APCBC-HE | 28.30kg | 920m/s | 60°    |                      |                      |                      |                      |                      |
| 12.8cm PaK 80 | L/55     | Pzgr.43 | APCBC-HE | 28.30kg | 950m/s | 60°    | 236mm                | 219mm                | 200mm                | 187mm                |                      |

## 配備
1942年5月12日、第521戦車駆逐大隊に2輌の配備が決定された。1942年7月には東部戦線の南部戦区にて実戦投入され、1942年12月初旬、スターリングラード戦区で戦っている。12月12日の時点では稼働が確認されており、その後、戦闘で失われた。1輌はソ連軍に捕獲された。